# Lotus aegaeus
Lotus aegaeus är en ärtväxtart som först beskrevs av August Heinrich Rudolf Grisebach, och fick sitt nu gällande namn av Pierre Edmond Boissier. Lotus aegaeus ingår i släktet käringtänder, och familjen ärtväxter. Inga underarter finns listade i Catalogue of Life.